# Ryszard Plezia
Ryszard Plezia (ur. 24 lutego 1940 w Kowlu (Diecezja Łuck), zm. 24 czerwca 2020 w Rzymie) – polski duchowny katolicki, jeden z pierwszych jezuitów tworzących Papieski Instytut Studiów Kościelnych w Rzymie. Jego praca wpisywała się w troskę o zachowanie i promowanie dziedzictwa narodowego i kultury polskiej. 

## Życiorys
O. Ryszard Plezia SJ urodził się w Kowlu (Diecezja Łuck, dziś poza granicami Polski) dnia 24 lutego 1940 roku. Rodzice, Kazimierz i Anna z d. Krupa, jak inne rodziny ze wschodnich terenów dawnej Rzeczypospolitej, doświadczyli prześladowań, z powodu wojny i okupacji musieli opuścić swoje rodzinne strony i nigdy tam już nie wrócili.
Mając 17 lat został przyjęty dnia 29 sierpnia 1957 roku do jezuickiego nowicjatu w Kaliszu. Święcenia kapłańskie otrzymał 17 czerwca 1968 roku w Warszawie przez posługę kard. Stefana Wyszyńskiego. Studia specjalistyczne z teologii fundamentalnej odbył na Uniwersytecie Gregoriańskim w Rzymie.
W 1974 roku został skierowany do pracy w Papieskim Instytucie Studiów Kościelnych (PISK), w którym pracował nieprzerwanie do roku 2020. Głównym obszarem działalności o. Ryszarda Plezi była „logistyka”, czyli troska o materialne i administracyjne potrzebny wynikające z istnienia i działania Instytutu, a także troska o ekipę naukową PISK.
W liście na 50 lecie życia zakonnego, o. Generał Peter Hans Kolvenbach podkreślił, że praca o. Ryszarda, odbywająca się niejako „w tle” głównej działalności Papieskiego Instytutu Studiów Kościelnych, zapewniła Instytutowi ciągłość i pozwoliła innym członkom ekipy zaangażować wszystkie siły w działalność naukową. Praca o. Ryszarda wpisywała się w szeroko pojętą działalność na rzecz zachowania i upowszechniania dziedzictwa narodowego i kultury polskiej. Pracował z poświęceniem i zaangażowaniem, wierny obowiązkom i wytrwały. 
Ojciec Ryszard Plezia, był jednym z pierwszych jezuitów tworzących Papieski Instytut Studiów Kościelnych w Rzymie i ściśle współpracował zarówno z ks. kard. Stefanem Wyszyńskim jak również z o. Eugeniuszem Reczkiem SJ (współzałożycielem PISK) i o. Hieronimem Fokcińskim SJ – pierwszym rektorem Instytutu.
Zmarł w Rzymie 24 czerwca 2020 roku w 81. roku życia, w 63. roku zakonnego powołania i 53. roku kapłaństwa. Pochowany na Cmentarzu Powązkowskim w Warszawie.